# Hypsiboas gladiator
Espèce
Hypsiboas gladiator est une espèce d'amphibiens de la famille des Hylidae.

## Répartition
Cette espèce est endémique du Pérou. Elle se rencontre dans les régions de Puno et de Cuzco entre 1 097 et 1 975 m d'altitude.

## Publication originale
- Köhler, Koscinski, Padial, Chaparro, Handford, Lougheed & De la Riva, 2010 : Systematics of Andean gladiator frogs of the Hypsiboas pulchellus species group (Anura, Hylidae). Zoologica Scripta, vol. 39, p. 572-590.